# Tesla Cybertruck
Tesla Cybertruck е електромобил пикап в стил киберпънк (индустриална естетика), който се произвежда от компанията Tesla. Заявеният капацитет на полезния товар е около 1,6 тона. В зависимост от модела пикапът трябва да може да измине до около 800 km с едно зареждане.
Производството на версиите на Cybertruck с дву- и тримоторно задвижване на всички колела трябваше да започне в края на 2021 г., а на модела с едномоторно задвижване на задните колела – в края на 2022 г. Производството обаче е отложено за 2022 г., а след това – за началото на 2023 г. През януари 2022 г. всички съобщения, че производството на автомобила ще започне през 2022 г., са премахнати от уебсайта на Tesla.
Производството на пикапа започва през юли 2023 г., а през ноември същата година започват първите доставки.

## История
През 2012 и 2013 г. Илон Мъск обсъжда създаването на пикап, подобен на Ford F-250. В началото на 2014 г. Мъск прогнозира срок от 4 – 5 години, преди да започне работата по автомобила.
През 2016 г. Илон Мъск обявява създаването на пикап с напълно нови характеристики. Той също така споменава възможността за създаване на нови рама и окачване, за да се създаде пикап или малък ван. В края на 2017 г. е определено, че размерът ще бъде поне подобен на този на Ford F-150. По време на представянето на Tesla Semi и Tesla Roadster през ноември 2017 г. е показана снимка на пикап, който може да превозва друг пикап. Идеите за този пикап се разработват около 5 години.
В края на 2018 г. Tesla работи по два типа пикап. Първият тип използва основата на Mercedes-Benz Sprinter с добавени електрическо задвижване, батерия и електроника на Tesla. Вторият тип е да се произведе собствен пикап на Tesla, което отнема повече време. Прототипът на този пикап е отхвърлен по време на подготовката за изложението през 2019 г. През март 2019 г., веднага след представянето на Tesla Model Y, Илон Мъск показва изображение на пикапа и каза, че той ще бъде в стил киберпънк и не всички ще го харесат заради футуристичните му форми и стила на личния защитен транспорт.
По време на презентацията, която се провежда на 21 ноември 2019 г., Илон Мъск демонстрира материалите, използвани за направата на киберколата Tesla. Това са неръждаема стомана и изключително здраво стъкло. Изключително здравото стъкло не се счупва при теста на самото представяне, но когато главният дизайнер Франц фон Холцхаузен се опита да счупи прозорците на колата с метална топка, те наистина се счупват. Илон Мъск се пошегува, казвайки, че „той има доста работа за довършване“ и че случката ще бъде изтрита от видеото.
Преди края на презентацията Илон Мъск показва Tesla Cyberquad – изцяло електрически квадроциклет. Качват го по рампа в прототипа на Tesla Cybertruck; квадроциклетът може да се зарежда от него (от 120-волтов контакт).
Производството на автомобила започва през юли 2023 г., а първите доставки – през ноември същата година.
През април 2024 г. компанията изтегля всички 3878 автомобила, за да отстрани критична повреда на педал.

## Характеристики
Всички модели Cybertruck имат следните характеристики: батерията се зарежда с 350 kW в зарядни станции, способни да доставят 800 V DC напрежение. Окачването е с листови ресори, има контакти за 110 и 220 V, теглото на колата е 2700 kg, мощността на двигателя – 775 hp. Превозните средства имат носеща конструкция на каросерията, за разлика от рамата при конвенционалните пикапи. Обявени са три модела:
- Single motor RWD (един двигател, задвижване на задните колела) // обсег 400 km // ускорение 0 – 100 km/h за по-малко от 6,5 s // максимална скорост 170 km/h // товароносимост 1587 kg //цена 60 990 щ.д. (2025 г.) //
- Dual motor AWD (два двигателя, задвижване на всички колела) // обсег 550 km // ускорение 0 – 100 km/h за по-малко от 4,5 s // максимална скорост 210 km/h // товароносимост 1587 kg // цена 79 990 щ.д. (2025 г.)//
- Tri motor AWD ("Cyberbeast") (три двигателя, задвижване на всички колела) // обсег 800 km // ускорение 0 – 100 km/h за по-малко от 2,9 s // максимална скорост 210 km/h // товароносимост 1587 kg // цена 99 990 щ.д. (2025 г.) //

Като опция се предлага напълно херметизирана кабина, което позволява използването на Cybertruck като амфибиен автомобил.

## Пазарен потенциал
За два дни след представянето, според Илон Мъск, компанията е получила 146 000 предварителни поръчки. Първите хиляда купувачи получават автомобилите през януари-февруари 2024 г. Реакцията на първите купувачи е твърде нееднозначна.

## Галерия
- Поглед отзад
- Шофьорската седалка
- Задните седалки
- Поглед отзад с отворен заден капак